# Friction
Friction es el cuarto álbum de estudio del cuarteto vocal estadounidense The Soul Children. Fue publicado en abril de 1974 por el sello discográfico Stax Records.

## Recepción de la crítica
Un escritor no especificado de Record World comentó: “Los sensuales sonidos del soul para capturar tu corazón y deslumbrar tus emociones emanan de lo último de estos fuertes contendientes en ventas de soul”. Un escritor no especificado de la revista Cash Box describió Friction como “una delicia completamente conmovedora, que destaca la asombrosa precisión armónica del grupo y una habilidad para el fraseo lírico que rara vez se encuentra, incluso entre viejos profesionales cautelosos que han pasado décadas en su oficio”. Un escritor no especificado de Billboard escribió: “Esta es una selección de canciones vagamente conectadas que exploran los roles emocionales involucrados en los triángulos amorosos. Destacando su exitoso sencillo «I'll Be the Other Woman», el set muestra el sonido vocal suave y arrullador del grupo, incluidos dos pasajes hablados sorprendentemente efectivos”.

## Lista de canciones
Todas las canciones escritas y compuestas por Homer Banks y Carl Hampton, excepto donde esta anotado. 
| Lado uno |                           |                               |          |  |
| N.º      | Título                    | Escritor(es)                  | Duración |  |
| 1.       | «I'll Be the Other Woman» | Banks Raymond Jackson Hampton | 3:36     |  |
| 2.       | «What's Happening Baby»   |                               | 6:42     |  |
| 3.       | «Can't Let You Go»        |                               | 4:47     |  |

| Lado dos |                           |                       |          |  |
| N.º      | Título                    | Escritor(es)          | Duración |  |
| 1.       | «It's Out of My Hands»    | Banks Hampton Jackson | 3:24     |  |
| 2.       | «Just One Moment»         |                       | 4:58     |  |
| 3.       | «We're Gettin' Too Close» |                       | 3:52     |  |
| 4.       | «Love Makes It Right»     |                       | 5:52     |  |

## Créditos y personal
Créditos adaptados desde las notas de álbum de Friction.
Músicos
- Willie Hall – batería
- Al Jackson – batería en «I'll Be the Other Woman» y «Just One Moment»
- Charles Pitts – guitarra
- Michael Toles – guitarra
- Bobby Manuel – guitarra en «I'll Be the Other Woman» y «Just One Moment»
- Lester Snell – piano
- Carl Hampton – piano eléctrico
- James Alexander – bajo eléctrico
- Donald “Duck” Dunn – en «I'll Be the Other Woman» y «Just One Moment»
- The Memphis Horns, Inc. – trompa
- The Memphis Symphony Orchestra – cuerdas

Personal técnico
- Homer Banks – productor, arreglos
- Carl Hampton – productor, arreglos
- Al Jackson – productor en «I'll Be the Other Woman»
- John Allen – arreglos
- Pete Bishop – ingeniero de audio
- Larry Nix – masterización
- The Grafe – director artístico
- Ron Gorden – director creativo
- Chuck Sellras – fotografía

## Posicionamiento
| Gráfica (1974)                      | Pico de posición |
| ----------------------------------- | ---------------- |
| Estados Unidos (Billboard Soul LPs) | 25               |